# Noé (Haute-Garonne)
Noé is een gemeente in het Franse departement Haute-Garonne (regio Occitanie). De plaats maakt deel uit van het arrondissement Muret. Noé telde op 1 januari 2022 2.979 inwoners.

## Geografie
De oppervlakte van Noé bedroeg op 1 januari 2022 9,65 vierkante kilometer; de bevolkingsdichtheid was toen 308,7 inwoners per km².

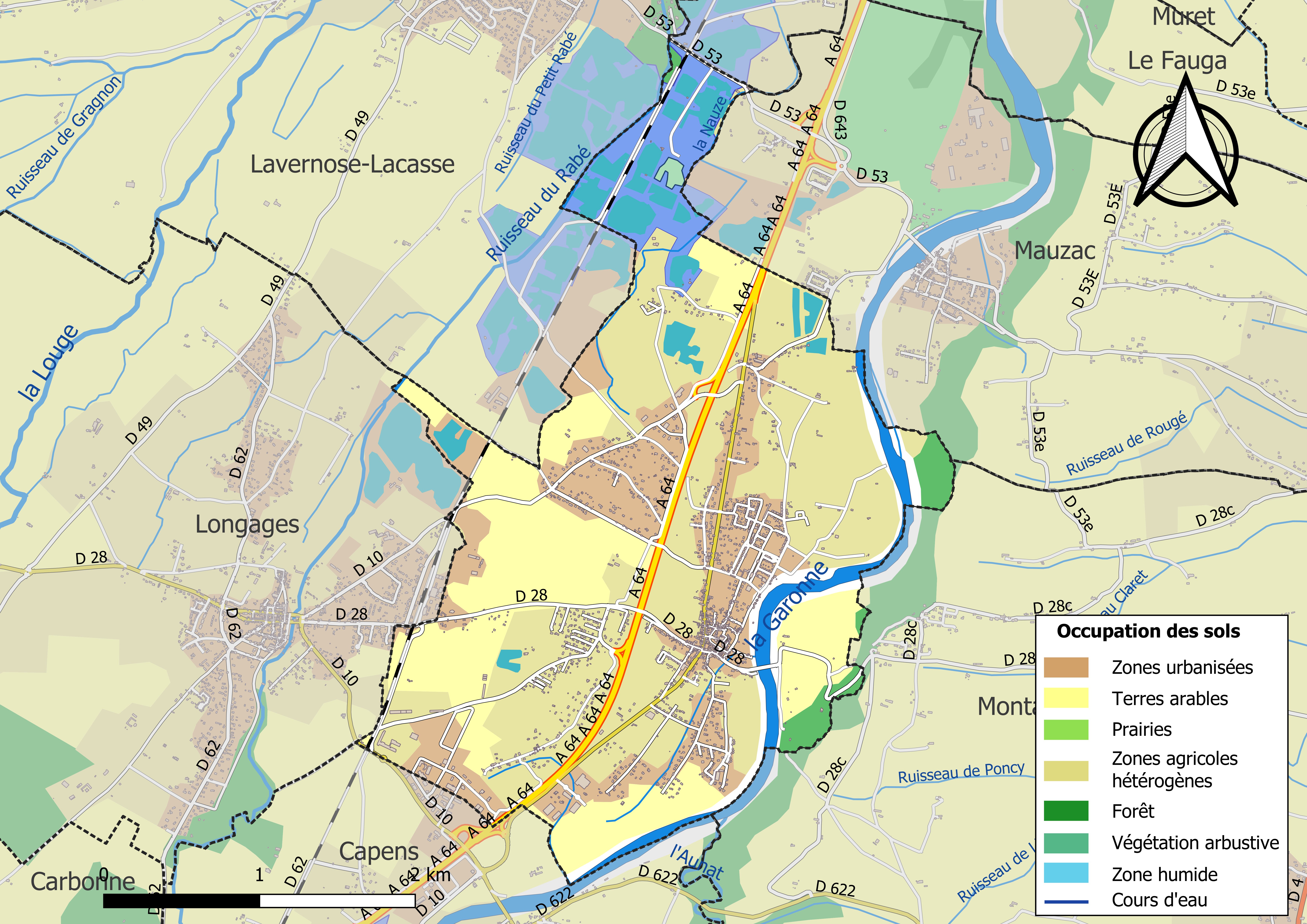
Kaart van de gemeente met belangrijkste infrastructuur, bodemgebruik en omliggende gemeenten

## Demografie
Onderstaande figuur toont het verloop van het inwonertal (bron: INSEE-tellingen).